# Georgie Henley
Georgina Helen "Georgie" Henley, född 9 juli 1995 i Ilkley i West Yorkshire, är en brittisk skådespelare.
Henley är mest känd för rollen som Lucy Pevensie i Narnia, vilken hon vann flera utmärkelser för under 2005, då endast 10 år gammal.

## Biografi
Georgie Henley föddes den 9 juli 1995 i Ilkley, West Yorkshire. Hon studerade vid Moorefield Primary School for Girls, en flickskola, fram till elva års ålder. Därefter fortsatte hon sina studier vid Bradford Grammar School (BGS), en privatskola, fram till 18 års ålder. 
Henley var medlem i teatergruppen Ilkley Upstagers' Theatre Group i unga år. Där blev hon upptäckt av en rollbesättaren Pippa Hall som då ordnade en provspelning för rollen som Lucy i Narnia. Henley återtog rollen som Lucy i Prins Caspian (2008) och Kung Caspian och skeppet Gryningen (2010).
Efter Narnia-filmerna fokuserade Henley mest på sina studier, men hösten 2011 fick hon rollen som Beth Anderson i filmen Perfect Sisters, en film som är baserad på verkliga händelser om ett mord i Kanada, 2003. Abigail Breslin spelar där hennes syster och tillsammans planerar de att mörda sin mor.
Henley fortsatte att hålla sig till mindre, mörkare filmer, och under vintern 2012 spelade hon in sin nya film Sisterhood of Night i Kingston, New York.
Henley började hösten 2013 studerar engelska vid Cambridge University.

## Filmografi

### Film
- Berättelsen om Narnia: Häxan och lejonet
- The Chronicles of Narnia: Prince Caspian
- Berättelsen om Narnia: Kung Caspian och skeppet Gryningen
- Perfect Sisters
- The Sisterhood of Night
- Access All Area
- Girl, Sweetvoiced

### Tv
- Jane Eyre
- The Spanish Princess
- Prop Culture
- Untitled Game of Thrones Prequel

### Regissör
- Tide

## Utmärkelser
- 2006 - Character and Morality in Entertainment Awards (Camie) för Berättelsen om Narnia : Häxan och lejonet
- 2006 - Young Artist Award - Bästa framförande, kvinnliga skådespelerskor - 10 år eller yngre för Berättelsen om Narnia : Häxan och lejonetJane Eyre Ung Jane.